# Sciurotamias forresti
Sciurotamias forresti es una especie de roedor de la familia Sciuridae.

## Distribución geográfica
Es  endémica de China.

## Hábitat
Su hábitat natural son: tierras templadas, matorrales y zonas rocosas.

## Estado de conservación
Se encuentra amenazada de extinción por la pérdida de su hábitat natural.